# Oktoberpriset
Oktoberpriset (norska: Oktoberprisen) var ett norskt skönlitterärt pris som under åren 1993–2002 årligen utdelades av Forlaget Oktober. Priset skulle gå till "ett framstående skönlitterärt författarskap under utveckling». Priset upphörde 2002.

## Pristagare
- 1992 – Øyvind Berg
- 1993 – Ola Bauer
- 1994 – Rune Christiansen
- 1995 – Tove Nilsen
- 1996 – Per Petterson
- 1997 – Kjell Askildsen
- 1998 – Torgeir Rebolledo Pedersen
- 1999 – Lars Amund Vaage
- 2000 – Hanne Ørstavik
- 2001 – Morten Øen
- 2002 – Egil Haraldsen